# 村田睦
村田 睦（むらた むつみ）は、TOKYO FMの女性アナウンサー。

## 人物
- 奈良高等学校、慶應義塾大学卒。趣味は旅行、映画鑑賞、読書、料理、スキューバダイビング、スキーなど多趣味である。レギュラー番組に加え、選挙特番ではメインキャスター、オリンピックでは現地キャスターを務めるなど実力派アナウンサー。落ち着いた声のナレーションにも定評がある。[1]

## 現在の担当番組
- TOKYO FM NEWS（月～金　ランダム　 9:55-10:00/11:51-11:55/13:55-14:00/15:45-15:50）
- TOKYO NEWS RADIO～LIFE（土　６：００～７：００）

## 過去の出演番組
- Saturday goes on （土曜 5:00-7:00）- 2009.10-2011.03
- The Lifestyle MUSIUM　ピーターバラカン氏と （金曜 18:30-19:00）
- 名盤ソムリエ （土 9:50-9:55）
- JAZZ 100 （土 17:50-17:55）
- みずほ証券 presents 落語千金～お金を学ぶ落語の時間～ （日 22:30-23:00）